# Ранг корабля

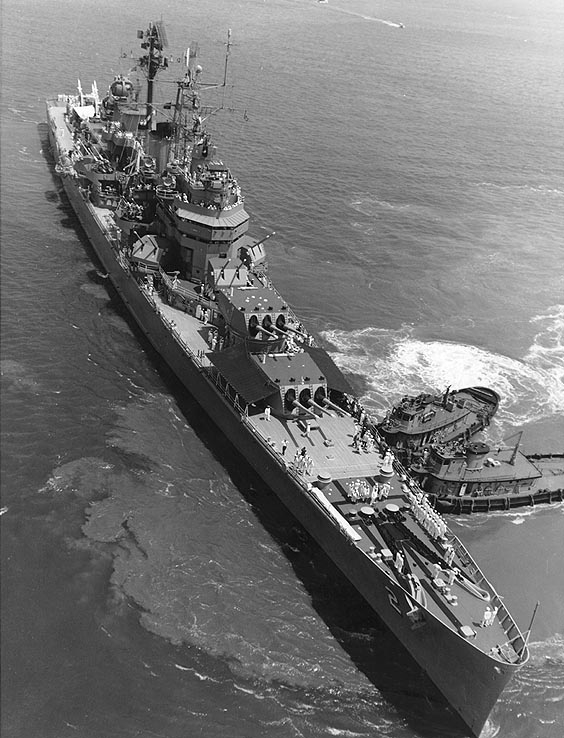
Корабль 1 ранга.

Ранг корабля́ — вид корабля по классификации военных кораблей в зависимости от его тактико-технических элементов, предназначения, боевой мощи, численности экипажа и сложности управления кораблём.
Ранее в литературе употреблялось словосочетание Ранг судна. 

## История
В Военно-Морском Флоте Российской Федерации (как и ранее в Военно-Морском Флоте СССР) существует установленное деление кораблей на четыре ранга. В зависимости от принадлежности корабля к тому или иному рангу определяется старшинство их командиров, правовое положение их экипажей (в первую очередь командиров) и нормы их материального обеспечения.
Высшим рангом является первый, к нему относятся в основном крупные надводные корабли (авианосцы, ракетные и противолодочные крейсера,  большие ракетные и противолодочные корабли, эскадренные миноносцы, ранее также линейные корабли, лёгкие и тяжёлые крейсера) и атомные подводные лодки. 
Корабли 1 ранга имеют старшинство над кораблями и судами ВМФ других рангов в вопросах снабжения, комплектования и в церемониальных процедурах; как правило, требуют командира в звании капитан 1-го ранга.
Ко второму рангу кораблей в ВМФ России относят большие и средние дизельные подводные лодки, фрегаты, сторожевые корабли дальней морской зоны, большие десантные корабли (но есть отдельные исключения — так, фрегаты проекта 22350 относят к 1-му рангу кораблей). Как правило, требуют командира в звании капитан 2-го ранга.
К третьему рангу кораблей относят малые ракетные корабли, малые противолодочные корабли, сторожевые корабли ближней морской зоны, средние десантные корабли, морские тральщики. Как правило, требуют командира в звании капитан 3-го ранга.
К четвёртому рангу кораблей относят малые десантные корабли и катера, ракетные, артиллерийские, противолодочные и торпедные катера, рейдовые и базовые тральщики. Как правило, ими командуют командиры в звании от лейтенанта до капитан-лейтенанта.
В отличие от кораблей 3-го и 4-го рангов, корабли 1-го и 2-го ранга при стоянке на якоре, бочке или швартовах одновременно с Военно-Морским Флагом России поднимают гюйс.

## Русский императорский флот
В Русском императорском флоте наследие от парусной эпохи, русские крейсера, в зависимости от водоизмещения, разделялись на эволюционные ранги: «фрегатский» и «корветский». Причём крейсера «фрегатского» ранга являлись исключительно кораблями I ранга, а крейсера «корветского» ранга, в зависимости от водоизмещения, подразделялись на корабли I и II ранга.
Первая классификация кораблей для русского флота была разработана в конце 1891 года и объявлена приказом по морскому ведомству от 1 февраля 1892 года. Эта классификация подвела итог развитию класса крейсеров и одновременно отразила новые тенденции в крейсеростроении. В частности, она официально установила класс «крейсер» с подклассами «крейсер 1-го ранга» (водоизмещение более 4000 тонн) и «крейсер 2-го ранга» (водоизмещение до 4000 тонн), а также подкласс «минный крейсер» (более крупный по сравнению с миноносцем носитель минно-торпедного вооружения). Вплоть до анализа итогов русско-японской войны 1904—1905 гг., в русском флоте крейсера 1-го ранга неофициально подразделялись по системе их бронезащиты и степени защищённости, на категории «бронепалубные» и «броненосные». В частности, крейсер 1-го ранга «Богатырь», являясь по системе бронезащиты бронепалубным, с учётом высокой степени защищённости систем артиллерийского вооружения неофициально был отнесён к категории «броненосный крейсер».
До 1907 года русские корабли класса крейсер подразделялись на подклассы: крейсера I ранга (водоизмещением более 4000 тонн) и II ранга (все остальные) без различия по типу бронирования (с поясом по ватерлинии или только бронепалубные).

## Военно-Морской Флот СССР
По установившейся традиции, боевые корабли, кроме их классификации по боевому назначению, подразделялись на разряды — ранги старшинства. Каждому классу, подклассу, типу кораблей в зависимости от их водоизмещения, скорости хода, дальности плавания, состава вооружения и других тактико-технических характеристик присваивался ранг старшинства от первого (самый старший разряд) до четвёртого. Ранги кораблей определяли старшинство их командиров, правовые положения офицерского состава и служили определённым «мерилом» при планировании и установлении норм материально-технического снабжения. В частности, ракетные подводные лодки, ракетные крейсера и противолодочные крейсера являлись кораблями 1-го ранга; средние подводные лодки, большие ракетные корабли и большие противолодочные корабли являлись кораблями 2-го ранга; малые подводные лодки, малые ракетные корабли, сторожевые корабли являлись кораблями 3-го ранга; боевые катера с ракетным, торпедным и другим вооружением являлись кораблями 4-го ранга. Все корабли 1-го и 2-го рангов имели статус отдельной части